# Drapeau de Svatove
Le drapeau de Svatove est le drapeau officiel de la ville ukrainienne de Svatove, dans l'oblast de Louhansk. Il a été adopté le 11 février 2005, par décision du conseil municipal de la ville.
Le drapeau est de forme géométrique rectangulaire et sa longueur est égale à deux fois sa largeur. Il est divisé en trois parties : deux bandes latérales, de couleur respectivement cramoisie et jaune, encadrent une partie centrale de couleur de fond blanche, au centre de laquelle se trouvent les armoiries de la ville. La couleur cramoisie est l'un des symboles des Cosaques de la région militaire et administrative d'Izum, qui fondèrent la ville.
Il accompagne le drapeau national ukrainien, et ne peut être utilisé que par l'administration municipale et les entreprises publiques.